# Arbre couvrant de poids minimal
Pour les articles homonymes, voir ACM.

L'arbre couvrant de poids minimal d'un graphe planaire. Chaque arête est identifiée avec son poids qui, ici, est approximativement sa longueur.

En théorie des graphes, étant donné un graphe non orienté connexe dont les arêtes sont pondérées, un arbre couvrant de poids minimal (ACM), arbre couvrant minimum ou arbre sous-tendant minimum[réf. nécessaire] de ce graphe est un arbre couvrant (sous-ensemble qui est un arbre et qui connecte tous les sommets ensemble) dont la somme des poids des arêtes est minimale (c'est-à-dire de poids inférieur ou égal à celui de tous les autres arbres couvrants du graphe).
L'arbre couvrant minimum peut s'interpréter de différentes manières selon ce que représente le graphe. De manière générale si on considère un réseau où un ensemble d'objets doivent être reliés entre eux (par exemple un réseau électrique et des habitations), l'arbre couvrant minimum est la façon de construire un tel réseau en minimisant un coût représenté par le poids des arêtes (par exemple la longueur totale de câble utilisée pour construire un réseau électrique).

## Propriétés

### Multiplicité ou unicité

Un graphe connexe (en haut) et le dessin deux arbres couvrants minimums (en bas).

Comme le montre la figure ci-contre, un graphe connexe peut comporter plusieurs arbres couvrants minimum différents, mais si tous les poids sont différents, alors il est unique. Un graphe non orienté et général possède une forêt couvrante de poids minimal.

### Propriétés des cycles et des coupes
Pour tout cycle dans le graphe, si une arête est de poids strictement plus grand que les autres, alors cette arête n'est pas dans l'arbre couvrant de poids minimal. Autrement dit, toute arête (u,v) du graphe est de poids supérieur ou égal à l'arête de poids maximum sur le chemin reliant u à v dans l'arbre.
Pour toute coupe du graphe, si une arête est de poids strictement inférieur aux autres, alors elle appartient à l'arbre couvrant de poids minimal.

### Poids de l'arbre d'un ensemble de points
Un problème classique est de savoir, étant donné un ensemble de points dans {\displaystyle \mathbb {R} ^{d}} avec la norme euclidienne, quel est le poids de l'arbre couvrant minimal. Il est de l'ordre de {\displaystyle n^{\frac {d-1}{d}}} en moyenne et avec probabilité 1.

## Aspects algorithmiques

### Algorithmes classiques
Il existe de nombreux algorithmes de construction d'un arbre couvrant de poids minimal. Par exemple l'algorithme de Borůvka (le premier algorithme inventé pour ce problème), l'algorithme de Prim, l'algorithme de Kruskal et l'algorithme reverse-delete. Ces algorithmes sont tous des algorithmes gloutons.

### Algorithmes rapides
Un algorithme plus rapide et plus complexe est dû à Bernard Chazelle. Sa complexité est presque linéaire.
Il existe des algorithmes en temps linéaire pour certains cas particuliers, par exemple les graphes denses. On peut aussi atteindre un temps linéaire avec un algorithme probabiliste.

### Algorithme de vérification
Il existe un algorithme en temps linéaire qui, étant donné un arbre couvrant, vérifie s'il est ou non de poids minimal,.

## Applications
Les arbres couvrants sont notamment utilisés dans plusieurs types de réseaux, comme les réseaux téléphoniques et les réseaux de distribution. Hors du contexte des réseaux, ils sont utiles par exemple pour le partitionnement de données et le traitement d'image.
D'autres algorithmes calculent un arbre couvrant de poids minimal. Par exemple,  l'algorithme de Christofides calcule un arbre couvrant de poids minimal pour approximer le problème du voyageur de commerce dans le cas métrique.

## Variantes et objets proches
On peut définir diverses variantes du problème de l'arbre couvrant minimum, par exemple un plongement géométrique du graphe, ou avec un modèle dynamique, distribué, etc. Un problème proche est le problème de l'arbre de Steiner.